# 瓦夫里尔 (默兹省)
瓦夫里尔（法語：Wavrille）是法国默兹省的一个市镇，属于凡尔登区（Verdun）当维莱尔县（Damvillers）。该市镇总面积5.31平方公里，2009年时的人口为44人。

## 人口
瓦夫里尔人口变化图示